# Американский конёк
Америка́нский конёк или гольцовый конёк (лат. Anthus rubescens) — небольшая певчая птица из семейства трясогузковых. Обитает в Северной Америке, азиатский подвид Anthus rubescens japonicus живёт в Японии, Китае, Корее и Восточной Сибири. Самостоятельным видом признан несколько лет назад, раньше вместе с двумя другими видами считался подвидом горного конька.

## Описание
Американский конёк длиной 15—16 см. Оперение верхней части тела бурое, клюв и ноги тёмные. Рулевые перья белые. В брачном наряде вся нижняя часть тела бежевого цвета, грудь имеет слегка тёмные полосы. В зимнем наряде брюхо белёсое. Оперение A. r. japonicus темнее, более серое, ноги красно-коричневые.

## Распространение
Американский конёк живёт в Северной Америке, летом в Гренландии, на Баффиновой Земле, Аляске, в Канаде в Британской Колумбии, в Северо-Западных территориях, вдоль побережья Гудзонова залива, на Ньюфаундленде и на севере полуострова Лабрадор. В Соединённых Штатах он обитает вдоль Скалистых гор. Американские коньки гнездятся в арктической тундре, живущие южнее популяции высоко в горах.

## Миграции
Перелётная птица проводит зиму на юге США, на Багамах, в Мексике и Центральной Америке. Зимой они держатся вблизи водоёмов и на полях. Вид неоднократно наблюдался в Западной Европе, тем не менее, это скорее исключение, чем правило.